# Tripterocladium leucocladulum
Tripterocladium leucocladulum är en bladmossart som beskrevs av Georg Friedrich von Jaeger 1880. Tripterocladium leucocladulum ingår i släktet Tripterocladium och familjen Lembophyllaceae. Inga underarter finns listade i Catalogue of Life.